# Phylloscopus sindianus lorenzii
El mosquitero montano del Cáucaso (Phylloscopus sindianus lorenzii) es una subespecie de ave paseriforme de la familia Phylloscopidae propia de las montañas del Cáucaso.

## Descripción
El mosquitero montano del Cáucaso es un pájaro pequeño que mide alrededor de 11 cm de largo. Sus partes superiores son de color castaño oscuro con las inferiores blanquecinas. Presenta largas listas superciliares blancas. Su pico es negro, fino y puntiagudo. Su canto es casi idéntico al del mosquitero común, pero su llamada consiste en un débil psew.

## Distribución
Cría en el Caucaso y montañas adyacentes, pasa el invierno en el golfo pérsico